# Бегин, Виктор Иванович
Виктор Иванович Бегин (род. 20 декабря 1948) — советский партийный и государственный деятель, председатель Гурьевского облисполкома (1990—1992).

## Биография
Виктор Иванович Бегин родился 20 декабря 1948 года. Окончил Сибирский технологический институт, Алматинскую высшую партийную школу.
Работал на Карагандинскогм заводе резиновых изделий. Начинал учеником, затем работал инженером, мастером, старшим инженером-технологом, заместителем начальника цеха.
Работал инструктором отдела химической промышленности ЦК Компартии Казахстана.
В 1988 году был избран вторым секретарём Гурьевского обкома Компартии Казахстана. С 1990 по февраль 1992 годов — председатель Исполнительного комитета Гурьевского областного Совета.